# The Ranch (Minnesota)
The Ranch est une census-designated place située dans le comté de Mahnomen, dans l’État du Minnesota, aux États-Unis. Lors du recensement de 2020, elle comptait 14 habitants.